# 서당초등학교
서당초등학교는 대한민국 경기도 성남시 분당구에 있는 공립 초등학교이다.

## 학교 연혁
- 1992년 2월 11일 서당국민학교 설립인가
- 1993년 4월 1일 서당국민학교 개교(26학급)
- 1994년 2월 15일 제1회 졸업생(262명)
- 1996년 3월 1일 서당초등학교로 개명
- 1998년 3월 1일 성남교육청 창의성교육 시범 학교
- 2001년 3월 1일 35학급 편성
- 2004년 3월 1일 제4대 장신현 교장 부임
- 2007년 9월 1일 제5대 엄정원 교장 부임
- 2008년 2월 16일 제15회 졸업식
- 2008년 3월 1일 35학급 편성
- 2009년 2월 17일 제16회 졸업식
- 2009년 3월 1일 33학급 편성
- 2009년 3월 17일 34학급 편성
- 2010년 2월 11일 제17회 졸업식(268명)
- 2010년 3월 1일 34학급 편성
- 2011년 2월 17일 제18회 졸업식(237명)
- 2011년 3월 1일 33학급 편성
- 2011년 9월 1일 제6대 이도섭 교장 부임
- 2012년 2월 14일 제19회 졸업식(203명)(총 5,392명 졸업)
- 2012년 3월 1일 35학급 편성
- 2013년 9월 1일 제7대 조명순 교장 부임
- 2014년 3월 24일 33학급 편성
- 2016년 2월 제23회 졸업식
- 2019년 3월 1일 제 9대 강구용 교장 부임
- 2022년 9월 1일 제10대 이종진 교장 부임
- 2022년 12월 30일 제30회 졸업식(171명)
- 2023년 3월 1일 31학급 편성
- 2024년 1월 15일 제31회 졸업식(145명)

## 참고 자료
- 서당초등학교 - 한국교육학술정보원 학교알리미